# Krassimira Stoiànova
Krassimira Stoiànova, en búlgar: Красимира Стоянова(Veliko Tàrnovo, Bulgària, 16 d'agost de 1962), és un cantant d'òpera búlgara en la categoria vocal de soprano.

## Biografia
Va estudiar violí a l'Escola de Música Vesselín Stoiànov de Russe i després al Conservatori de Plòvdiv. Va començar la seva carrera com a violinista i el 1995 va debutar com a cantant a l'Òpera Nacional de Sofia, interpretant el personatge de Micaela a Carmen de Bizet.
El 1998 va ser descoberta pel director de l'Òpera de Viena, Ioan Holender, que la va convidar a convertir-se en una solista de l'Òpera de Viena. Des de llavors ha fet de Comtessa di Almaviva a Les noces de Figaro, de Rachel a La Juive, d'Antonia a Les contes d'Hoffmann, de Nedda a Pagliacci, de Mimi a La Bohème, de Rusalka a l'opera del mateix nom i d'Elisabeht a Tanhäuser.
Stoiànova actua regularment als principals escenaris operístics del món, com ara el Carnegie Hall, la Metropolitan Opera, l'Òpera Nacional de Washington, el Festival de Salzburg, la Royal Opera House, l'Òpera de Zúric, l'Òpera Nacional de Finlàndia, la Staatsoper Unter den Linden, el Teatro Colón a Buenos Aires i d'altres. Va actuar al Gran Teatre del Liceu de Barcelona les temporades 2007-2008, 2008-2009, 2009-2010 i 2011-2012.

## Premis
Va ser guardonada amb el títol austríac de Kammersängerin el 2009.

## Enregistraments
- Debut recital I palpiti d'amor Friedrich Haider. Orfeu.[5]
- Slavic Opera Arias – Txaikovski, Paraixkev Hadjíev, Borodin, Dvorak, Smetana, Rimski-Kórsakov, Vesselín Stoiànov. Orfeu
- Beethoven, Missa Solemnis, Thielemann
- Strauss, ¨Der Rosenkavalier¨, Franz Welser-Most, Salzburg Festival, DVD
- "Eugene Onegin", ROH CG, Ticciati, DVD
- "Eugene Onegin", Jansons, DVD
- Verdi, Requiem, Mariss Jansons.
- Verdi, "Otello", Liceu, Ros-Maria, DVD
- Verdi, "Otello", Muti, CD
- Verdi, Arias, Baleff, CD
- Puccini, Complete Songs, Prinz, CD